# Iossif Konstantinowitsch Berdijew
Iossif Konstantinowitsch Berdijew (russisch Иосиф Константинович Бердиев; * 26. November 1924 in Aşgabat, Turkestanische ASSR; † 27. Februar 1992 in Kiew, Ukraine) war ein sowjetischer Turner aus Russland.

## Erfolge
Iossif Berdijew, der für ZSKA Moskau turnte, nahm an den Olympischen Spielen 1952 in Helsinki teil. Im Einzelmehrkampf belegte er den zehnten Rang, am Sprung einen geteilten siebten Platz. Sowohl am Barren als auch an den Ringen wurde er Elfter, am Pauschenpferd belegte er Rang 15, am Boden gelang ihm ein geteilter 19. Platz. Den Wettkampf am Reck schloss er auf Rang 38 ab. Sein bestes Resultat gelang ihm Mannschaftsmehrkampf. Zusammen mit Wladimir Beljakow, Jewgeni Korolkow, Dmytro Leonkin, Walentin Muratow, Michail Perlman, Hrant Schahinjan und Wiktor Tschukarin erzielte er mit 574,40 Punkten den Bestwert des Wettkampfes und erhielt als Olympiasieger die Goldmedaille.